# NGC 5678
NGC 5678 este o galaxie activă situată în constelația Dragonul. A fost descoperită în 17 aprilie 1789 de către William Herschel. Se află la o distanță de 34,83 de megaparseci de Pământ.